# ごきげん ジミー!
『ごきげん ジミー!』（原題：Jimmy Two-Shoes、ヨーロッパ版タイトル：Jimmy Cool）は、カナダとアメリカ合衆国のテレビアニメシリーズで、アメリカ合衆国では2009年2月21日から 2011年7月15日まで放送された
。イギリス・アメリカ・日本ではディズニーXDで放送されている一方、カナダではテレトゥーンで放送されている。

## 概要
薄気味悪く、もっとも不運の予感がするミザリービルの世界を舞台に、スリルを求める楽天家の少年ジミーと、親友の食いしん坊のビージー、機械に強いマッドサイエンティストのエロイーズが送るカナダのコメディアニメーション。
番組の内容は、町の行事や事件を描いた話だけでなく、エロイーズが作り上げる人々を惨めにさせる機械の話やジミーやビージーなどのキャラクターメインのお話などもある。
一部のシーンで体がバラバラになったり、皮膚を脱いで骨が見えたり、目玉が取れるといった少し過激的なものがある。
（なお、このアニメのカナダにおけるレイティングはGで、アメリカ合衆国でのレイティングは TV-Y7である。）

## 登場人物
ジミー・ツー・シューズ(James "Jimmy" Two-Shoes)
声  - Cory Doran/日本語版 - 根本圭子
このアニメの主人公である14歳の楽天家。エロイーズの忠告を無視して危ない行動に出ることもある。ビージーとは近所に住む親友で、エロイーズとも家が近い。そのため、仲の悪いビージーとエロイーズの喧嘩に巻き込まれてしまう事がある。
ミザリービルのバンド・Runny and the Nosebleedsのファン。
自分が楽しければそれで良いと思っているため、スリルを求めているシーンがある他、明るく前向きな性格のためルシアスの機械で惨めになった事は一度もない。
人々を惨めにさせようとしているルシアスはジミーを敵視しているが、当本人は気づいておらず友達と思っているため、彼に喜んで協力したり、「ルシちゃん」と呼んだりする事もあるが、そのたびにルシアスが失敗したり怒ったり事も多い。
ミザリービルにそれほど長いこと住んでいるわけではないため、ミザリービルのしきたりをすべて理解しているわけではない。一度だけルールに縛られるのが嫌でミザリービルを出た事があったが、ルールは必要だと感じ、ミザリービルに戻った。
恋の事は一応わかっているらしいが、エロイーズに気を持たれてるというのは気づいていないらしい。
バタースコッジ味のアイスが嫌い。
ビージー(Beezy J. Heinous)
声 - ブライアン・フラウド/河本邦弘
巨大な赤い悪魔のような姿をしたジミーの親友。名前の由来はベルゼブブ。何でも食べる食いしん坊であり、呑気な性格のため、周りから騙されてしまう事もある。
主にジミーと行動を共にしているが、たまにめんどくさいと言ってほったらかす事も少々。
エロイーズに良く機械などでやられる事が多いため、あまり仲が良くなく、ジミーを巻き込んだ喧嘩を展開することもある。
なお、ルシアスの息子でもあるため、ルシアスに対しては「パパ」と呼んでいる。
ガールフレンドのサフィーが好き。ウィーブルという動物をかなり毛嫌いしている。
エロイーズ（Heloise）
声 - タバサ・セント・ジェルマン/高倉有加
ジミーの友人で、天才児。茶髪に緑色の目をしたかわいらしい少女だが、行くところで混乱を広めようとしたり、住民の体を操る人形を作るなど、マッドサイエンティストじみた性格をしている。
機械を作る天才のため、主にルシアスが経営する会社で人々を惨めにさせる機械を作っている。
ジミーに気があるみたいだが、ビージーがそれを邪魔をするため、ビージーとは仲があまり良くない。
キレると容赦なく何かを壊すため、止まらなくなる事も。嫉妬強い。
ルシアス・ヘイネス・7世（Lucius Heinous the Seventh）
声 - ショーン・カレン/多田野曜平
ビージーの父にして、ミザリービルの市長。楽天家ジミーによって、町をもっと惨めにしてやろうという野望が妨げられるため、彼を目の敵にしている。名前の由来はルシファー。
人々を惨めにさせたいため、エロイーズに人々を惨めにさせる機械を作らせる他、自分の祖父を冷凍したりするなどかなり冷酷な性格をしている。
サミーに関してはただ自分の命令に従う人物としてしか見ておらず、サミーが目立つ意見などに関しては反対する事も多い。
ジェズが好きらしく、自分をアピールするシーンが多いがよく失敗する。
ビージー同様、ウィーブルという動物とは仲が良くない。
サミー(Samy Garvin)
声 - ドウェイン・ヒル/茂木滋
ルシアスの秘書で、主役になりたいなどの目立ちたがり屋な部分が見られるが、ほとんどはルシアスに反対されてしまう事が多い。敬語で話す。ダンスがうまい。
ジェズ(Jez)
声 - Valerie Buhagiar/溝邉祐子
ルシアスのガールフレンド。白い豪邸に住んでおり、飼い犬であるJasmeenは、Cerbee と恋に落ちたことがある。
サービー(Cerbee)
ジミーの飼い犬。姿がケルベロスに似ており、それが名前の由来となっている。一度、ジェズの飼っている犬と恋に落ちた。
サフィー(Saffi)
声 - サンデー・ミューズ
ビージーのガールフレンドで、少々変わった性格の持ち主。オレンジ色の肌をしており、大きな一つ目をしている。「ヨーグルト!」と言う事がある。
General Molitov
ルシアスの関係者で、妻とティーンエイジャーの息子と赤ん坊の娘がいる。ロシアなまりで会話する。
Dr. Ludwig Von Scientist
声 - ドウェイン・ヒル
ミザリーヴィルに住まう科学者で、よくジミーたちに協力してくれる。エロイーズに関しては対抗している一方、恐れている一面もある。
肌は青白いものの、どちらかというと人間らしい姿をしている。

ウィーブル
ネズミの歯を持ち、体がリスのような小さな動物であり、集団で主に行動する。一見は可愛いが中身がとても邪悪な性格で、くさいオナラで嫌いな相手を追い出したり、ビージーを騙した他、ルシアスの弱みを握っている事から、あまり周りからは好かれていない。
一度、ジミーをウィーブルの仲間にしようとジミーを騙して家に居候した事がある。

## サブタイトル

### 第1シーズン
北米版と日本版でエピソードの順番は、第21話を除いて全て異なるため、本項でのサブタイトルの順番は北米での放送に準ずる。
| 話数(米) | 話数(日) | 邦題                       | 原題                           | 備考 |
| -------- | -------- | -------------------------- | ------------------------------ | ---- |
| 1A       | -        |                            | I Totally Shredded My Cheese   |      |
| 1B       | -        |                            | Heloise's Wish List            |      |
| 2A       | -        |                            | The Masked Jackhammer          |      |
| 2B       | -        |                            | The Big Drip                   |      |
| 3A       | 26A      | おじいちゃん大集合！？     | Pop-Sicles                     |      |
| 3B       | 26B      | ビージーの3つ星レストラン  | Chez Beezy                     |      |
| 4A       | -        |                            | Spew Tube                      |      |
| 4B       | -        |                            | Monster Mutt                   |      |
| 5A       | 9A       | 初めての雪の日             | A Cold Day in Miseryville      |      |
| 5B       | 9B       | ルシアスの山の思い出       | Mount Misery                   |      |
| 6A       | 3A       | 2人はライバル              | The Competition                |      |
| 6B       | 3B       | ルシアスの恩返し           | Jimmy, Don’t Be a Hero         |      |
| 7A       | 25A      | 本気でゴルフ対決           | Way Below Par                  |      |
| 7B       | 25B      | ジミーは恋のキューピット   | Jimmy Matchmaker               |      |
| 8A       | 1A       | ミザリービルはひげブーム   | Jimmy Gets a 'Stache'          |      |
| 8B       | 1B       | ビージー様の執事           | The Butley Did It              |      |
| 9A       | 6A       | ジミーはスーパータコマン！ | Power Squid and Spagetti Beezy |      |
| 9A       | 6B       | ルシアスの大変な一日       | The Big Date                   |      |
| 10A      | 2A       | 恐怖の遊園地               | Carnival Lucius                |      |
| 10A      | 2B       | ベビーシッターで大騒ぎ     | Baby Boom                      |      |
| 11A      | 17A      | ルシアスのふさふさヘアー   | A Hair-Brained Idea            |      |
| 11A      | 17B      | ミザリービルのオバケ騒動   | Ghostsmackers                  |      |
| 12A      | -        |                            | Heat Blanket Jimmy             |      |
| 12B      | -        |                            | Cellphone-itis                 |      |
| 13A      | 16A      | ミザリー社でアルバイト     | The Product Tester             |      |
| 13B      | 16B      | 恐るべしウィーブル         | Invasion of the Weavils        |      |
| 14A      | 18A      | 楽しいカタログショッピング | Catalogue of Misery            |      |
| 14A      | 118B     | ゴーゴーレッカム！         | Bend it Like Wreckem           |      |
| 15A      | 8A       | ルシアスのバケーション     | Wish You Weren't Here          |      |
| 15A      | 8B       | 恋するサービー             | Cerbee in Love                 |      |
| 16A      | 5A       | ミザリービルの大レース     | The Racing Bug                 |      |
| 16B      | 5B       | ジミーだらけで大混乱       | Too Many Jimmys                |      |
| 17A      | 14A      | 恐怖のピクルスばあさん     | Rear Pickle                    |      |
| 17A      | 14B      | ぼくはピエロになりたい！   | Clown Gone Wild                |      |
| 18A      | 22A      | ミザリービルのドッキリデー | Best Prank Ever                |      |
| 18B      | 22B      | ルシアスのツノが消えた日   | Bad Horn Day                   |      |
| 19       | 15A      | 博物館で大騒ぎ！           | Night in the Heinous Museum    |      |
| 19       | 15B      | 花嫁はウィーブル！？       | I Married a Weavil             |      |
| 20A      | 24A      | ノーマンといっしょ         | Meet the Gnomans               |      |
| 20B      | 24B      | しゃっくりをとめろ！       | There's Always a Hiccup        |      |
| 21A      | 21A      | ひとりぼっちのジミー       | I Am Jimmy                     |      |
| 21B      | 21B      | ルシアスの誕生日           | Happy Birthday, Lucius         |      |
| 22A      | -        |                            | Fused Together                 |      |
| 22B      | -        |                            | Bus Driving B.F.F.             |      |
| 23A      | -        |                            | Pet Rocky                      |      |
| 23B      | -        |                            | Rocket Jimmy                   |      |
| 24A      | 23A      | ルールなんかいらない！     | No Rules Rulez Jimmy           |      |
| 24B      | 23B      | 燃える親友バトル           | Best Bud Battle                |      |
| 25A      | 7A       | エロイーズのすごい秘密     | Heloise’s Big Secret           |      |
| 25B      | 7B       | ジミーの脱出作戦           | Jimmy in the Big House         |      |
| 26A      | 13A      | ルシアスの大きくなるにおい | Scent of a Heinous             |      |
| 26B      | 13B      | 毎日がチョコレート         | There Will Be Chocolate        |      |

### 第2シーズン
27. Dance Jimmy, Dance / Jimmy And Beezy On The Run
28. Beezy J. Genius / My Best Friend's a Weavil
29. Air Force None / Panda-Monium
30. You Can't Keep a Heinous Down / The Terrific Trio
31. Spring Broke / Zombie Pickle
32. Bad Luck Jimmy / Misery Hearts
33. High School Mule-Sical / Heloise Schmeloise
34. Jimmy New-Shoes / What's Up With Heloise?
35. Everyone Can Whistle / Heads Will Roll
36. She Loves Me / Heinous vs. Clown
37. The Mysterious Mr. Ten / Bird Brained
38. Heloise's Secret Admirer / Miseryville Marathon
39. Lucius Lost / Something About Herman
40. Funny Face-Off / A Present for Jez
41. Samy's New Gig / The Clean Sneak
42. Six Over Seven / The Outsiders
43. The Great Horn Fairy / The Collectors
44. The Hooded Chicken / Make No Allowances
45. Generation Text / Snowrilla
46. Going Green / My So-Called Loaf
47. Better Sweater / Jimmy on the Spot
48. Jimmy's Life Goal / Heinous on Ice
49. Toast Busters / Beezy 2.0
50. Weavil Day / Heloise's Rival
51. Bubble Poodle / Cerbee Come Home
52. Good Old Jimmy / Slime, Slimier, Slimiest

## スタッフ
- 制作：エドワード・ケイ、ショーン・スコット
- 監督：エドワード・ケイ、カイル・マーシャル
- 音楽：Stephen Skratt& アッシャー・レンズ